# Водоватово
Водоватово (рос. Водоватово) — село в Арзамаському районі Нижньогородської області Російської Федерації.
Населення становить 1681 особу. Входить до складу муніципального утворення Большетумановська сільрада.

## Історія
Від 2009 року входить до складу муніципального утворення Большетумановська сільрада.

## Населення
| 1999 | 2002  | 2010  |
| ---- | ----- | ----- |
| 1955 | ↘1670 | ↗1681 |